# Parrocchie della diocesi di Foligno

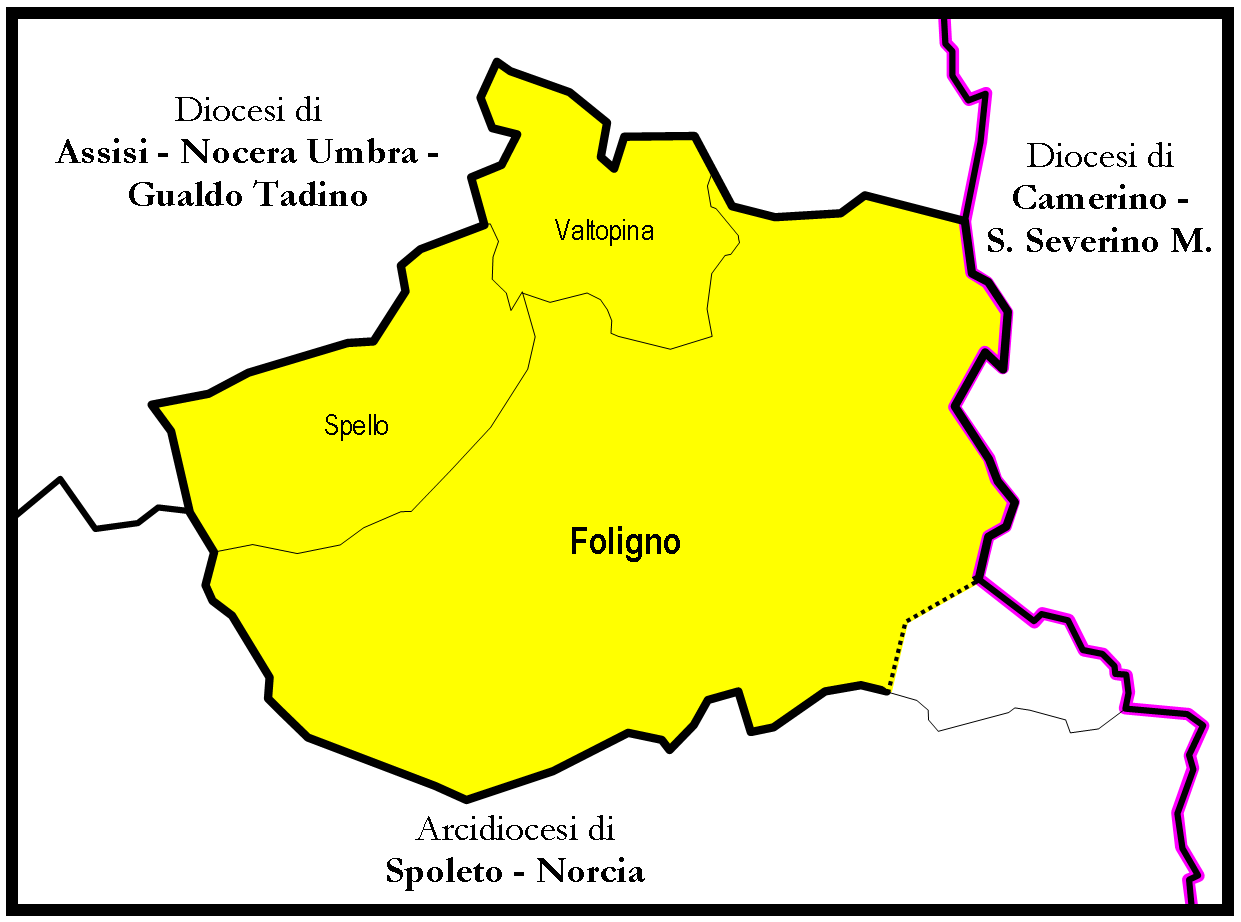
Il territorio della diocesi.

Le parrocchie della diocesi di Foligno sono 38 e sono raggruppate in 5 zone pastorali.

## Zone pastorali

### Zona pastorale della Città
| Parrocchia              | Patrono                    | Comune  | Frazione/Quartiere | Web |
| ----------------------- | -------------------------- | ------- | ------------------ | --- |
| Cattedrale              | San Feliciano Vescovo      | Foligno | centro             |     |
| Buon Pastore            | Buon Pastore               | Foligno | San Paolo          |     |
| Sacro Cuore             | Sacro Cuore di Gesù        | Foligno | Sportella Marini   |     |
| SS. Nome di Gesù        | Santissimo Nome di Gesù    | Foligno | viale Firenze      |     |
| Maria SS. Immacolata    | Santa Maria Immacolata     | Foligno | centro             |     |
| San Francesco           | San Francesco d'Assisi     | Foligno | centro             |     |
| San Giacomo             | San Giacomo Apostolo       | Foligno | centro             |     |
| San Giuseppe Artigiano  | San Giuseppe Artigiano     | Foligno | via Piave          |     |
| San Nicolò              | San Nicola di Bari         | Foligno | centro             |     |
| San Salvatore           | Santissimo Salvatore       | Foligno | centro             |     |
| Santa Maria in Campis   | Santa Maria in Campis      | Foligno | centro             |     |
| Santa Maria Infraportas | Santa Maria Infraportas    | Foligno | centro             |     |
| Sant'Angela da Foligno  | Sant'Angela da Foligno     | Foligno | nord               |     |
| Budino                  | Santi Primo e Feliciano    | Foligno | Budino             |     |
| Cave                    | San Michele Arcangelo      | Foligno | Cave               |     |
| Fiamenga                | San Giovanni Evangelista   | Foligno | Fiamenga           |     |
| Maceratola              | Santo Stefano Protomartire | Foligno | Maceratola         |     |

### Zona pastorale della Campagna
| Parrocchia   | Patrono               | Comune  | Frazione/Quartiere | Web |
| ------------ | --------------------- | ------- | ------------------ | --- |
| Sant'Eraclio | San Pietro Apostolo   | Foligno | Sant'Eraclio       |     |
| Borroni      | Sant'Egidio           | Foligno | Borroni            |     |
| Cancellara   | San Silvestro Papa    | Foligno | Cancellara         |     |
| Corvia       | San Pietro Apostolo   | Foligno | Corvia             |     |
| Scafali      | San Michele Arcangelo | Foligno | Scafali            |     |
| Sterpete     | San Michele Arcangelo | Foligno | Sterpete           |     |

### Zona pastorale di Spello
| Parrocchia           | Patrono                       | Comune | Frazione/Quartiere | Web |
| -------------------- | ----------------------------- | ------ | ------------------ | --- |
| Spello - Duomo       | Santa Maria Maggiore          | Spello | centro             |     |
| Spello - San Lorenzo | San Lorenzo Martire           | Spello | centro             |     |
| Capitan Loreto       | Santa Lucia vergine e martire | Spello | Capitan Loreto     |     |
| Limiti               | Santa Croce                   | Spello | Limiti             |     |

### Zona pastorale della Valle del Topino
| Parrocchia             | Patrono               | Comune    | Frazione/Quartiere     | Web |
| ---------------------- | --------------------- | --------- | ---------------------- | --- |
| Valtopina              | San Pietro Apostolo   | Valtopina | centro                 |     |
| Belfiore               | Santa Maria Assunta   | Foligno   | Belfiore               |     |
| Capodacqua             | Sante Maria e Anna    | Foligno   | Capodacqua             |     |
| Pieve Fanonica         | Santa Maria           | Foligno   | Pieve Fanonica         |     |
| San Giovanni Profiamma | San Giovanni Battista | Foligno   | San Giovanni Profiamma |     |
| Vescia                 | San Martino Vescovo   | Foligno   | Vescia                 |     |

### Zona pastorale della Valle del Menotre e della Montagna
| Parrocchia | Patrono                | Comune  | Frazione/Quartiere | Web |
| ---------- | ---------------------- | ------- | ------------------ | --- |
| Colfiorito | Santa Maria Assunta    | Foligno | Colfiorito         |     |
| Annifo     | Sant'Elena Imperatrice | Foligno | Annifo             |     |
| Casenove   | Sant'Ansovino          | Foligno | Casenove           |     |
| Pale       | San Biagio             | Foligno | Pale               |     |
| Scopoli    | Santa Maria Assunta    | Foligno | Scopoli            |     |